# Vitinha (Fußballspieler, Februar 2000)
Vitinha (* 13. Februar 2000 in Faro; bürgerlich Vítor Machado Ferreira) ist ein portugiesischer Fußballspieler, der bei Paris Saint-Germain unter Vertrag steht.

## Karriere

### Im Verein
Vitinha ist der Sohn von Vítor Manuel (* 1970), der für den SC Campomaiorense (1995–1999), SC Farense (1999–2001), Varzim SC (2001–2002) sowie Desportivo Aves (2002–2007) 64 Spiele in der Primeira Liga absolvierte, und wurde während dessen Zeit beim SC Farense in Faro geboren. Er begann in der nahe von Vila das Aves gelegenen Kleinstadt Póvoa de Lanhoso beim CB Póvoa Lanhoso mit dem Fußballspielen und kam 2011 in die Jugendabteilung des FC Porto. Dort durchlief er fortan alle Jugendmannschaften und spielte in der Saison 2015/16 auf Leihbasis bei den B-Junioren (U17) des Padroense FC. Mit den A-Junioren (U19) des FC Porto spielte der Mittelfeldspieler nach seiner Rückkehr in den Spielzeiten 2017/18 (ein Spiel), 2018/19 (9 Spiele) und 2019/20 (2 Spiele, ein Tor) u. a. in der UEFA Youth League, die die Mannschaft 2019 gewann.
Zur Saison 2019/20 rückte der 19-Jährige in die zweite Mannschaft auf, für die er bis Januar 2020 auf 14 Einsätze (11-mal von Beginn) in der zweitklassigen Segunda Liga kam, in denen er 8 Tore erzielte. Ab Januar 2020 gehörte der Mittelfeldspieler unter dem Cheftrainer Sérgio Conceição der Profimannschaft an, für die er bis zum Saisonende 8-mal in der Primeira Liga eingewechselt und portugiesischer Meister wurde. Zudem steuerte Vitinha 3 Einsätze zum Gewinn des Pokals bei.
Zur Saison 2020/21 wechselte Vitinha für ein Jahr auf Leihbasis in die Premier League zu den Wolverhampton Wanderers, die anschließend über eine Kaufoption verfügen. Dort traf er auf den portugiesischen Cheftrainer Nuno Espírito Santo sowie auf zahlreiche Landsmänner im Kader. Nach Ablauf der Spielzeit kehrte Vitinha nach Porto zurück.
Zur Saison 2022/23 wechselte Vitinha in die französische Ligue 1 zu Paris Saint-Germain. Der 22-Jährige unterschrieb einen Vertrag bis zum 30. Juni 2027.

### In der Nationalmannschaft
Vitinha spielte im Februar 2017 ein Länderspiel mit der portugiesischen U17-Nationalmannschaft, ehe er von Februar 2018 bis Juni 2018 7-mal für die U18-Auswahl auflief. Von Oktober 2018 bis Juli 2019 folgten 18 Länderspiele und 3 Tore für die U19-Auswahl, mit der er an der U19-Europameisterschaft 2019 in Armenien teilnahm. Vitinha kam dabei in allen 5 Spielen seiner Mannschaft als Kapitän zum Einsatz und erzielte 2 Tore; im Finale unterlag man Spanien mit 0:2.
Seit September 2019 ist Vitinha in der U21 aktiv. Mit ihr nahm er an der U21-Europameisterschaft 2021 in Ungarn und Slowenien teil. Dabei wurde er beim 1:0-Sieg gegen Kroatien im ersten Vorrundenspiel zum Spieler des Spiels gewählt.
Am 29. März 2022 debütierte er im Rahmen eines WM-Qualifikationsspiels gegen Nordmazedonien in der A-Nationalmannschaft.

## Titel

### Vereine
International
- Champions-League-Sieger: 2025 (Paris Saint-Germain)
- UEFA-Super-Cup-Sieger: 2025 (Paris Saint-Germain)
- Youth-League-Sieger: 2019 (FC Porto)

Portugal
- Meister (2): 2020, 2022 (beide FC Porto)
- Pokalsieger (2): 2020, 2022 (beide FC Porto)

Frankreich
- Meister (3): 2023, 2024, 2025 (alle Paris Saint-Germain)
- Pokalsieger (2): 2024, 2025 (beide Paris Saint-Germain)
- Supercupsieger (3): 2022, 2023, 2024 (alle Paris Saint-Germain)

### Nationalmannschaft
- UEFA-Nations-League-Sieger: 2025

## Sonstiges
Vitinha ist der Sohn von Vítor Manuel (* 1970), der für den SC Campomaiorense, SC Farense, Varzim SC und Desportivo Aves 64 Spiele in der Primeira Liga absolvierte.